# Елнур Маммадлі
Елнур Маммадлі (азерб. Elnur Məmmədli, 29 червня 1988) — азербайджанський дзюдоїст, олімпійський чемпіон.

## Виступи на Олімпіадах
| Олімпіада  | Дисципліна      | Місце |
| ---------- | --------------- | ----- |
| Пекін 2008 | легка категорія | 1     |